# التمرد الأيرلندي لعام 1641
بدأ التمرد الأيرلندي لعام 1641 باعتباره محاولة انقلاب قام بها النبلاء الكاثوليك الأيرلنديون، الذين حاولوا السيطرة على الإدارة الإنجليزية في أيرلندا لإجبار الإنجليز على تقديم تنازلات للكاثوليك. فشل الانقلاب وتطور التمرد إلى صراع عرقي بين الكاثوليك الأيرلنديين من جهة، والبروتستانت الإسكتلنديين والإنجليز من جهة أخرى. تبع التمرد استزراع أولستر من قبل مستوطنين بروتستانت من بريطانيا. شكّل التمرد نواةً لصراع يُعرف باسم الحروب الأهلية الأيرلندية (أو حرب الأحد عشر عامًا)، والتي كانت جزءًا من حروب الممالك الثلاث.
جاء التمرد نتيجة المخاوف الكاثوليكية من الغزو الوشيك لأيرلندا من قبل القوات المناهضة للكاثوليكية في البرلمان الإنجليزي الطويل والمتعاهدين الاسكتلنديين، الذين تحدوا سلطة الملك تشارلز الأول (ملك إنجلترا واسكتلندا وإيرلندا). في المقابل، ساعد ارتباط المتمردين المشبوه مع تشارلز في بدء الحرب الأهلية الإنجليزية. رفض البرلمانان الإنجليزي والإسكتلندي إنشاء جيش لإخماد التمرد ما لم يكن تحت قيادتهما بدلًا من قيادة الملك.
اندلع التمرد الأيرلندي في أكتوبر عام 1641، وتلاه عدة أشهر من الفوضى العنيفة قبل أن تشكل الطبقات العليا الكاثوليكية الأيرلندية والإكليروس ما عُرف بالحلف الأيرلندي الكاثوليكي في مايو عام 1642. أصبح الحلف حكومةً فعليةً لمعظم أيرلندا، متحررًا من سيطرة الإدارة الإنجليزية ومتحالفًا بشكل طليق مع الجانب الملكي في حروب الممالك الثلاث. استمرت الحروب الأهلية الأيرلندية اللاحقة في أيرلندا حتى خمسينيات القرن السابع عشر، عندما هزم جيشُ النموذج الجديد بقيادة أوليفر كرومويل بصورة حاسمة الكاثوليك الأيرلنديين والملكيين، وأعاد احتلال البلاد. يُنظر إلى التمرد الإيرلندي عام 1641 على أنه حدث رئيسي في انهيار مَلكية ستيوارت في منتصف القرن السابع عشر.

## الأسباب
تنبع أسباب تمرد 1641 من فشل الدولة الإنجليزية في أيرلندا باستيعاب النخبة الأيرلندية الأهلية في أعقاب الغزو الإليزابيثي واستزراع البلاد بهدف استيطانها. قُسّم السكان الأيرلنديون قبل العصر الإليزابيثي عادةً إلى «الأيرلنديين القدماء (أو الغايليين)»، والإنجليز القدماء، أو أحفاد المستوطنين النورمان في العصور الوسطى. أظهرت هذه المجموعات العداء لبعضها تاريخيًا، إذ استقر الإنجليز في مناطق مثل ذا بيل بالقرب من دبلن وجنوب ويكسفورد، وحُصّنت بلدات مسوّرة أخرى ضد القبائل الغايلية الريفية.
بحلول القرن السابع عشر، بدأ الانقسام الثقافي بين هذه المجموعات بالزوال، وخاصة على المستويات الاجتماعية النخبوية. تحدّث العديد من الأمراء الإنجليز القدماء باللغة الأيرلندية، ودعموا الشعر والموسيقى الأيرلندية على نطاق واسع، ووُصفوا بأنهم «أيرلنديون أكثر من الأيرلنديين أنفسهم». شاع التزاوج بينهم أيضًا. علاوةً على ذلك، وفي أعقاب الفتح الإليزابيثي، عُرف السكان الأصليون بدينهم المشترك، وهو الكاثوليكية الرومانية، تمييزًا عن كنيستي إنجلترا واسكتلندا الجديدتين، والإدارة الإنجليزية البروتستانتية (كنيسة أيرلندا) الرسمية في أيرلندا. خلال العقود الممتدة من نهاية الحروب الإليزابيثية لإعادة الفتح في عام 1603 إلى اندلاع التمرد في عام 1641، تعرّض الموقف السياسي للأثرياء الكاثوليك الأيرلنديين لتهديد متزايد من قبل الحكومة الإنجليزية في أيرلندا.